# Jung Jin-sun

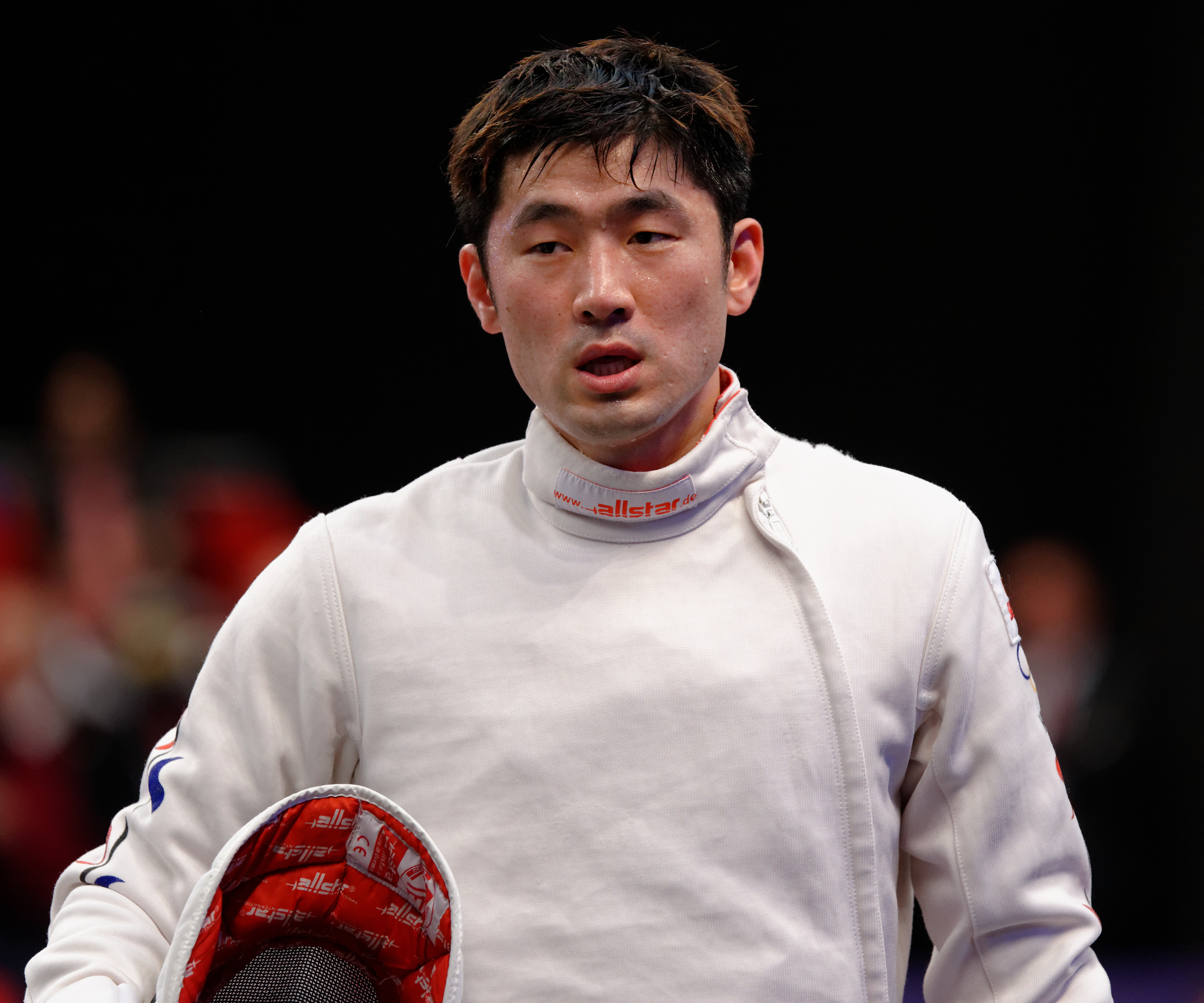
Jung Jin-sun

Jung Jin-sun (kor. 정진선, * 24. Januar 1984 in Hwaseong) ist ein südkoreanischer Degenfechter.

## Erfolge
2008 nahm Jung das erste Mal an den Olympischen Spielen teil und belegte im Einzel den fünften Platz, mit der Mannschaft den achten.
2011 wurde er in Seoul Asienmeister im Einzel, 2012 in Wakayama ebenfalls. Bei den Olympischen Spielen 2012 in London erfocht Jung Jin-sun Bronze im Einzel.